# Manfred von Ardenne
Manfred von Ardenne (Hamburg, 1907. január 20. – Drezda, 1997. május 26.) német fizikus és feltaláló.

## Életrajza
Manfred von Ardenne nevéhez több mint 600 szabadalom fűződik: találmányok terén az elektronmikroszkópia, orvosi technológia, a nukleáris technológia és a plazmafizika, valamint a rádió és televízió technológia.
1928-tól 1945-ig vezette saját kutatási laborját a Forschungslaboratorium für Elektronenphysik-ot. A második világháború végén a szovjet kormánynak dolgozott, beleértve a atombombaprogramot is, amiért megkapta a Sztálin-díjat. Később létrehozta a Forschungsinstitut Manfred von Ardenne-t, az egyetlen privát kutatóintézetet az egykori NDK-ban.